# Stazione di Vesuvio de Meis
Stazione di Vesuvio de Meis vasútállomás Olaszországban, Nápoly településen.

## Vasútvonalak
Az állomást az alábbi vasútvonalak érintik:
- Nápoly–Ottaviano–Sarno-vasútvonal
- Napoli-San Giorgio railway

## Kapcsolódó állomások
A vasútállomáshoz az alábbi állomások vannak a legközelebb:
- Stazione di Ponticelli (Stazione di Napoli Porta Nolana, Nápoly–Ottaviano–Sarno-vasútvonal)
- Stazione di Cercola (Stazione di Sarno (Circumvesuviana), Nápoly–Ottaviano–Sarno-vasútvonal)
- Stazione di Villa Visconti (Stazione di Napoli Porta Nolana, Napoli-San Giorgio railway)
- Stazione di Bartolo Longo (Stazione di San Giorgio a Cremano, Napoli-San Giorgio railway)